# Linsen mit Spätzle

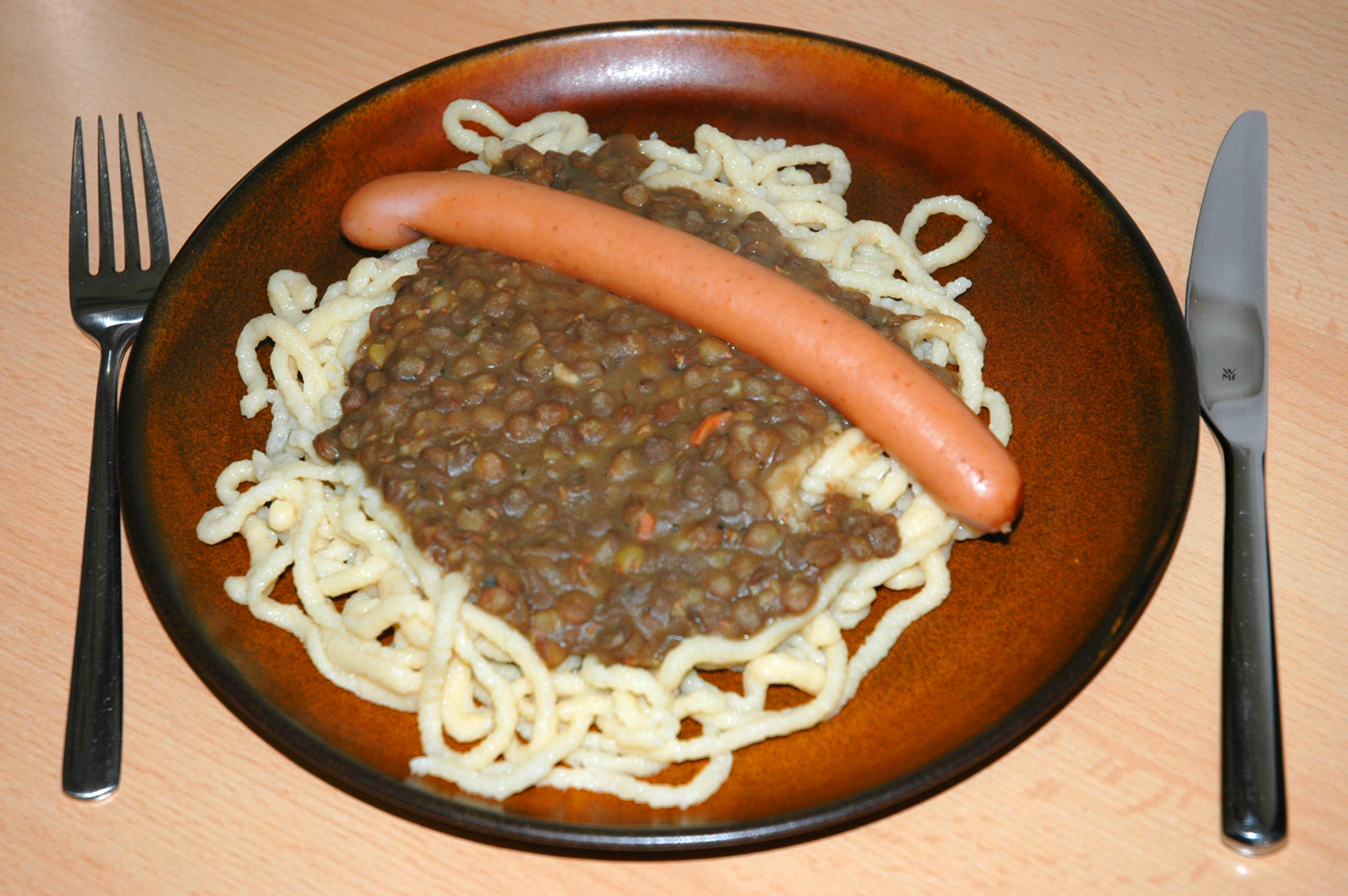
Linsen und Spätzle mit Saitenwürstchen

Linsen mit Spätzle ist ein traditionelles Gericht der schwäbischen Küche.

## Zutaten
Zu den Zutaten gehören üblicherweise außer den Linsen noch Suppengrün und Lorbeerblätter, je nach Geschmack auch Knoblauch. Die Mehlschwitze enthält etwas Fett und Weizenmehl, angeröstete Zwiebelwürfel sowie Würfel aus durchwachsenem Speck und wird mit Fleischbrühe oder Gemüsebrühe und häufig auch mit etwas Essig abgelöscht. Als letztes können noch Saitenwürste hinzukommen, die nicht gekocht, sondern in den fertiggekochten Linsen erhitzt werden. Essig sollte erst zum Schluss zugefügt werden, Salz kann nach neuen Erkenntnissen auch bereits beim Kochen gegeben werden.

## Zubereitung
Das Standardwerk der schwäbischen Küche Kochen und Backen nach Grundrezepten von Luise Haarer beschreibt die Zubereitung wie folgt. Die Linsen werden zunächst über Nacht in Wasser eingelegt. Eine braune Mehlschwitze, in der man die Zwiebel glasig gedünstet hat, löscht man mit Linsenkochbrühe ab, gibt Linsen, Gewürze und Essig dazu und läßt alles zusammen noch kurz kochen. Das Gemüse wird nicht durchgestrichen. Man kann 1/4 Stunde vor dem Anrichten noch Saiten- oder Knoblauchwürstchen darin heiß machen. Eine ausgezeichnete Beilage ist weichgekochtes, fettes Rauchfleisch, das jedoch gesondert gekocht wird.
In vielen modernen Rezepten wird die Zubereitung von Linsen mit Spätzle beschrieben. Verfeinert wird dabei das Gericht je nach Autor mit unterschiedlichen Gewürzen und Zutaten. Die Kombination aus Ei, Weizen, Linsen und Fleisch bzw. Wurst bewirkt eine hohe biologische Wertigkeit als Proteinquelle.

## Musik
Der Song Linsengericht von Herrn Stumpfes Zieh & Zupf Kapelle ist eine gesungene Anleitung zur Zubereitung eines schwäbischen Linsengerichts.

## Ähnliche Gerichte
- Bei Spaghetti e lenticchie („Spaghetti und Linsen“) aus  Apulien werden Spaghetti in kleinere Stücke gebrochen und in einer Linsensuppe mitgegart.
- Linseneintopf